# الجمعية الخيرية الشركسية في سورية
الجمعية الخيرية الشركسية في سورية، هي جمعية تعمل في المجال الاجتماعي في الجمهورية العربية السورية وتتبع بإدارتها إلى وزارة الشؤون الاجتماعية والعمل ويعتبر الشعب الشركسي جزء الشعب السوري وللشعب الشركسي عاداته وتقاليده ولغته الخاصة. تأسست عام 1948 باسم المقاصد الخيرية الشركسية، وتدعو إلى دفع الاشتراكات الشهرية والتبرع لميزانية الجمعية لمساعدة الأسر الشركسية الفقيرة. ولها فروع عديدة في مختلف المدن السورية.

## النشأة
منذ وصول الشركس إلى الأرض العربية عاشوا فيها كرماء اعزاء، وصارت لهم وطنًا، منحوا الأمن والامان، وأنقذنوا من التهلكة والفناء. ولم ينس اجدادهم كل هذا العرفان، فانخرطوا مع سكان البلاد في بناء وطنهم الثاني، كما استبسلوا في الدفاع عنه كلما دعت الحاجة، وكانت البداية منذ عهد الانتداب الفرنسي. لقد قدم الشراكسة في سورية الكثير من الشهداء، وخصوصا في حرب العام 1948 ضد الصهاينة، فخاضت الكتيبة الشركسية اشرس المعارك على الجبهة الفلسطينية، وروى أكثر من 80 فارسا بدمائه الطاهرة هذه الأرض الغالية، حتى قال الرئيس السوري الاسبق حسني الزعيم ان «الجيش السوري لم يسترجع شبرا واحدا من ارض فلسطين المحتلة الا على يد الكتيبة الشركسية»، وكذلك كان الحال في عدوان حزيران 1967، وفي حرب تشرين التحريرية 1973، وفي المعارك التي خاضها جيشنا على الأراضي اللبنانية. ولاحتضان ورعاية اسر الشهداء الذين سقطوا في حرب فلسطين الأولى،

## الأهداف
من ضمن اهدافها خدمة الشراكسة وجميع المواطنين من النواحي الثقافية والصحية والخيرية والاجتماعية والرياضية. وخلال تاريخ عملها الطويل، لم تنغمس الجمعية الشركسية في أية امور لا تخدم اهدافها، ولم تكن لها اية علاقة بالنواحي السياسية أو الدينية بل ظلت تسير وفق السياسة المرسومة من قبل الدولة. ومع قيام الحركة التصحيحية بقيادة الرئيس الراحل حافظ الأسد، ازدادت وتائر عمل الجمعية واندفاعها نحو تحقيق اهدافها الاجتماعية الوطنية منها والإنسانية، بعد أن أمنت الدولة لكل قطاعتها الرسمية والشعبية المناخ الملائم للعمل الإيجابي.

## النشاط
امتد نشاط الجمعية ليصل إلى معظم القرى والتجمعات التي يعيش فيها الشراكسة داخل البلاد، وتم ذلك عبر افتتاح فروع غير مشهرة، كان في مقدمتها فرع مدينة حمص، ثم حلب، وقدسيا، ومرج السلطان، والكسوة، وأخيرا الجولان. وتنوع نشاط الجمعية، في كل هذه الفروع، ففي دمشق على سبيل المثال، يستفيد أكثر من 160 اسرة وفرد من اعانات شهرية، كما تم افتتاح مستوصف صحي يقدم خدماته في عيادات مختلفة. وساعدت واشرفت الجمعية أيضا على تخريج نحو 200 طالب جامعي، وهي اليوم تشرف على إدارة نادي الإحسان للاطفال قبل المرحلة الابتدائية فيديو حول نادي الإحسان التابع للجمعية الخيرية الشركسية
، وتصدر مجلة غير دورية باسم "البروز"، كما انها اطلقت أخيرا موقعا إلكترونيا باسمها الموقع الرسمي للجمعية الخيرية الشركسية في سورية وعلّ ابرز نشاطات الجمعية الشركسية انها اشرفت على ايواء 85 اسرة شردها الاحتلال الإسرائيلي من هضبة الجولان العام 1967 وذلك بعد تبرع مشكور بالأرض من اهالي قرية مرج السلطان في غوطة دمشق. 
ينتسب إلى الجمعية الشركسية اليوم نحو ستة آلاف عضو، منهم أكثر من ثلاثة آلاف في دمشق والفروع القريبة منها، إضافة نحو 1200 في فرع حمص، وأكثر من 1300 في فرع حلب. أما ابرز التجمعات الشركسية فتوجد في هضبة الجولان ان في عاصمتها مدينة القنيطرة أو في قرى: الخشنية، المنصورة، العدنانية، القحطانية، رويحينة، بئر عجم، بريقة، الجويزة، الفزارة، عين زيوان، الغسانية، الفرج، الصمدانية الغربية، الحميدية. وبعض هذه القرى، مثل الحميدية والصمدانية الغربية ورويحينة، تركها الشراكسة لينتقلوا إلى قرى مجاورة لها، ثم نزح معظم شراكسة الجولان لاحقا باتجاه دمشق وريفها بعد الاحتلال الإسرائيلي العام 1967. وفي ريف دمشق توجد حاليا قرية مرج السلطان، إضافة إلى قريتي بويضان، وبلي، 
اما في حمص فتوجد قرى: تليل، تل عمري، عين النسر، عسيلة، أبو همامة، دير فول، وقد انتقل قسم كبير من سكانها إلى مركز المحافظة بدواع العمل. وفي حماة توجد قرى تل سنان، تل عدا، وديل العجل، وهي بدورها تتبع لفرع الجمعية بمدينة حمص. وفي حلب يعيش الشراكسة في مدينة منبج وقرى خناصر وعين دقنة، ومعظمهم انتقل إلى مدينة حلب، وإضافة إلى التجمعات الرئيسية الثلاث السابقة تعيش اسر شركسية في مدن الرقة.

## وصلات خارجية
- الموقع الرسمي للجمعية الخيرية الشركسية في سورية
- فيديو حول قرية مرج السلطان على يوتيوب
- معلومات عن قرية مرج السلطان[وصلة مكسورة]